# Perizoma zenobia
Perizoma zenobia là một loài bướm đêm trong họ Geometridae.